# Saison 2013-2014 des Mavericks de Dallas
La saison 2013-2014 des Mavericks de Dallas est la 34e saison de la franchise au sein de la National Basketball Association (NBA). Après une année d'absence en playoffs, les Mavericks se sont qualifiés pour les playoffs 2014 mais ont été éliminés en sept matchs par les Spurs de San Antonio, futurs champions NBA.

## Draft
| Tour | Choix | Joueur       | Poste | Nationalité | Provenance |
| ---- | ----- | ------------ | ----- | ----------- | ---------- |
| 1    | 13    | Kelly Olynyk | C     | Canada      | Gonzaga    |
| 2    | 44    | Mike Muscala | PF    | États-Unis  | Bucknell   |

## Classements de la saison régulière
| Conférence Ouest | Conférence Ouest                | Conférence Ouest | Conférence Ouest | Conférence Ouest | Conférence Ouest | Conférence Ouest | Conférence Ouest |
| No               | Franchise                       | Vic.             | Def.             | MJ               | % V/D            | RV               |                  |
| ---------------- | ------------------------------- | ---------------- | ---------------- | ---------------- | ---------------- | ---------------- | ---------------- |
| 1                | Spurs de San Antonio            | 62               | 20               | 82               | 75,60 %          | -                |                  |
| 2                | Thunder d'Oklahoma City         | 59               | 23               | 82               | 72,00 %          | 3,0              |                  |
| 3                | Clippers de Los Angeles         | 57               | 25               | 82               | 69,50 %          | 5,0              |                  |
| 4                | Rockets de Houston              | 54               | 28               | 82               | 65,90 %          | 8,0              |                  |
| 5                | Trail Blazers de Portland       | 54               | 28               | 82               | 65,90 %          | 8,0              |                  |
| 6                | Warriors de Golden State        | 51               | 31               | 82               | 62,20 %          | 11,0             |                  |
| 7                | Grizzlies de Memphis            | 50               | 32               | 82               | 61,00 %          | 12,0             |                  |
| 8                | Mavericks de Dallas             | 49               | 33               | 82               | 59,80 %          | 13,0             |                  |
|                  |                                 |                  |                  |                  |                  |                  |                  |
| 9                | Suns de Phoenix                 | 48               | 34               | 82               | 58,50 %          | 14,0             |                  |
| 10               | Timberwolves du Minnesota       | 40               | 42               | 82               | 48,80 %          | 22,0             |                  |
| 11               | Nuggets de Denver               | 36               | 46               | 82               | 43,90 %          | 26,0             |                  |
| 12               | Pelicans de La Nouvelle-Orléans | 34               | 48               | 82               | 41,50 %          | 28,0             |                  |
| 13               | Kings de Sacramento             | 28               | 54               | 82               | 34,10 %          | 34,0             |                  |
| 14               | Lakers de Los Angeles           | 27               | 55               | 82               | 32,90 %          | 35,0             |                  |
| 15               | Jazz de l'Utah                  | 25               | 57               | 82               | 30,50 %          | 37,0             |                  |

| Division Sud-Ouest    | V  | D  | MJ | % V/D   | GB   | Dom   | Ext   | Div  | Conf  |
| --------------------- | -- | -- | -- | ------- | ---- | ----- | ----- | ---- | ----- |
| Spurs de San Antonio  | 62 | 20 | 82 | 75,60 % | -    | 32-9  | 30-11 | 12-4 | 38-14 |
| Rockets de Houston    | 54 | 28 | 82 | 65,90 % | 8,0  | 33-8  | 21-20 | 11-5 | 31-21 |
| Grizzlies de Memphis  | 50 | 32 | 82 | 61,00 % | 12,0 | 27-14 | 23-18 | 4-12 | 29-23 |
| Mavericks de Dallas   | 49 | 33 | 82 | 59,80 % | 13,0 | 26-15 | 23-18 | 9-7  | 29-23 |
| Pelicans Nlle-Orléans | 34 | 48 | 82 | 41,50 % | 28,0 | 22-19 | 12-29 | 4-12 | 15-37 |

## Effectif
| Effectif des Mavericks de Dallas 2013-2014 |
| --- |
| 0 Shawn Marion • 1 Samuel Dalembert • 3 Shane Larkin • 5 Bernard James • 7 Ricky Ledo • 8 José Calderón • 9 Jae Crowder • 11 Monta Ellis • 20 Devin Harris • 21 Wayne Ellington • 25 Vince Carter • 33 Gal Mekel • 34 Brandan Wright • 41 Dirk Nowitzki (C) • 45 DeJuan BlairEntraîneur : Rick Carlisle |

## Statistiques

### Saison régulière
| Joueur           | MJ | MC | MPG  | FG%  | 3P%  | FT%   | RPG | APG | SPG | BPG | PPG  |
| ---------------- | -- | -- | ---- | ---- | ---- | ----- | --- | --- | --- | --- | ---- |
| DeJuan Blair     | 78 | 13 | 15.6 | .534 | .000 | .636  | 4.7 | .9  | .8  | .3  | 6.4  |
| José Calderón    | 81 | 81 | 30.5 | .456 | .449 | .825  | 2.4 | 4.7 | .9  | .1  | 11.4 |
| Vince Carter     | 81 | 0  | 24.4 | .407 | .394 | .821  | 3.5 | 2.6 | .8  | .4  | 11.9 |
| Jae Crowder      | 78 | 8  | 16.1 | .439 | .331 | .754  | 2.5 | .8  | .8  | .3  | 4.6  |
| Samuel Dalembert | 80 | 68 | 20.2 | .568 | .000 | .737  | 6.8 | .5  | .5  | 1.2 | 6.6  |
| Wayne Ellington  | 45 | 1  | 8.7  | .437 | .424 | .909  | 1.0 | .4  | .4  | .0  | 3.2  |
| Monta Ellis      | 82 | 82 | 36.9 | .451 | .330 | .788  | 3.6 | 5.7 | 1.7 | .3  | 19.0 |
| Devin Harris     | 40 | 0  | 20.5 | .378 | .307 | .800  | 2.1 | 4.5 | .7  | .1  | 7.9  |
| Bernard James    | 30 | 0  | 4.9  | .478 | .000 | .545  | 1.4 | .1  | .1  | .3  | .9   |
| Shane Larkin     | 48 | 0  | 10.2 | .380 | .316 | .640  | .9  | 1.5 | .5  | .0  | 2.8  |
| Ricky Ledo       | 11 | 0  | 3.0  | .353 | .375 | 1.000 | .2  | .2  | .1  | .0  | 1.7  |
| Shawn Marion     | 76 | 76 | 31.7 | .482 | .358 | .785  | 6.5 | 1.6 | 1.2 | .5  | 10.4 |
| Gal Mekel        | 31 | 1  | 9.4  | .349 | .250 | .667  | .9  | 2.0 | .1  | .0  | 2.4  |
| Dirk Nowitzki    | 80 | 80 | 32.9 | .497 | .398 | .899  | 6.2 | 2.7 | .9  | .6  | 21.7 |
| Brandan Wright   | 58 | 0  | 18.6 | .677 | .000 | .726  | 4.2 | .5  | .6  | .9  | 9.1  |

### Playoffs
| Joueur           | MJ | MC | MPG  | FG%  | 3P%  | FT%   | RPG | APG | SPG | BPG | PPG  |
| ---------------- | -- | -- | ---- | ---- | ---- | ----- | --- | --- | --- | --- | ---- |
| DeJuan Blair     | 6  | 0  | 13.5 | .593 | .000 | .615  | 6.2 | .2  | 2.0 | .0  | 6.7  |
| José Calderón    | 7  | 7  | 27.3 | .462 | .478 | 1.000 | 1.3 | 4.4 | .1  | .0  | 10.3 |
| Vince Carter     | 7  | 0  | 27.1 | .456 | .484 | .786  | 3.6 | 2.4 | .4  | .3  | 12.6 |
| Jae Crowder      | 7  | 0  | 11.6 | .444 | .429 | .000  | 1.7 | .3  | .3  | .1  | 2.7  |
| Samuel Dalembert | 7  | 7  | 19.3 | .458 | .000 | .667  | 8.4 | .0  | .3  | 1.4 | 4.6  |
| Wayne Ellington  | 2  | 0  | 7.0  | .333 | .333 | 1.000 | 1.0 | 1.0 | .0  | .0  | 4.0  |
| Monta Ellis      | 7  | 7  | 35.6 | .409 | .353 | .871  | 2.4 | 2.9 | 1.3 | .1  | 20.4 |
| Devin Harris     | 7  | 0  | 25.1 | .470 | .440 | .875  | 2.4 | 3.9 | .3  | .3  | 11.4 |
| Bernard James    | 2  | 0  | 4.0  | .000 | .000 | .000  | .5  | .0  | .5  | .0  | 0.0  |
| Shane Larkin     | 2  | 0  | 5.0  | .000 | .000 | .000  | .5  | 1.0 | .0  | .0  | 0.0  |
| Shawn Marion     | 7  | 7  | 27.6 | .407 | .222 | .636  | 5.3 | 1.9 | .9  | .1  | 8.4  |
| Dirk Nowitzki    | 7  | 7  | 37.6 | .429 | .083 | .806  | 8.0 | 1.6 | .9  | .9  | 19.1 |
| Brandan Wright   | 6  | 0  | 15.0 | .833 | .000 | .500  | 2.0 | 1.3 | .3  | 1.0 | 5.5  |

## Transactions

### Transferts
| 27 juin    | Vers Dallas Mavericks Droits sur Shane Larkin   | Vers Atlanta Hawks Jared Cunningham Droits sur Lucas Nogueira Droits sur Mike Muscala |
| 27 juin    | Vers Dallas Mavericks Droits sur Ricky Ledo     | Vers Philadelphia 76ers Second tour de draft 2014                                     |
| 22 juillet | Vers Dallas Mavericks Second tour de draft 2016 | Vers Memphis Grizzlies Nick Calathes                                                  |

### Agents libres

#### Arrivées
| Joueur           | Contrat                           | Ancienne équipe        |
| ---------------- | --------------------------------- | ---------------------- |
| DeJuan Blair     | Contrat de 1,000,000 $ sur un an  | San Antonio Spurs      |
| José Calderón    | Contrat de 28,000,000 $ sur 4 ans | Toronto Raptors        |
| Samuel Dalembert | Contrat de 7,500,000 $ sur 2 ans  | Milwaukee Bucks        |
| Wayne Ellington  | Contrat de 5,000,000 $ sur 2 ans  | Minnesota Timberwolves |
| Monta Ellis      | Contrat de 25,000,000 $ sur 3 ans | Milwaukee Bucks        |
| Devin Harris     | Contrat de 1,300,000 $ sur un an  | Atlanta Hawks          |
| Gal Mekel        | Contrat de 2,300,000 $ sur 3 ans  | Maccabi Haifa          |

#### Départs
| Joueur            | Nouvelle équipe      |
| ----------------- | -------------------- |
| Josh Akognon      | Memphis Grizzlies    |
| Rodrigue Beaubois |                      |
| Elton Brand       | Atlanta Hawks        |
| Darren Collison   | Los Angeles Clippers |
| Mike James        | Chicago Bulls        |
| Chris Kaman       | Los Angeles Lakers   |
| O. J. Mayo        | Milwaukee Bucks      |
| Anthony Morrow    | New Orleans Pelicans |